# A Million Years

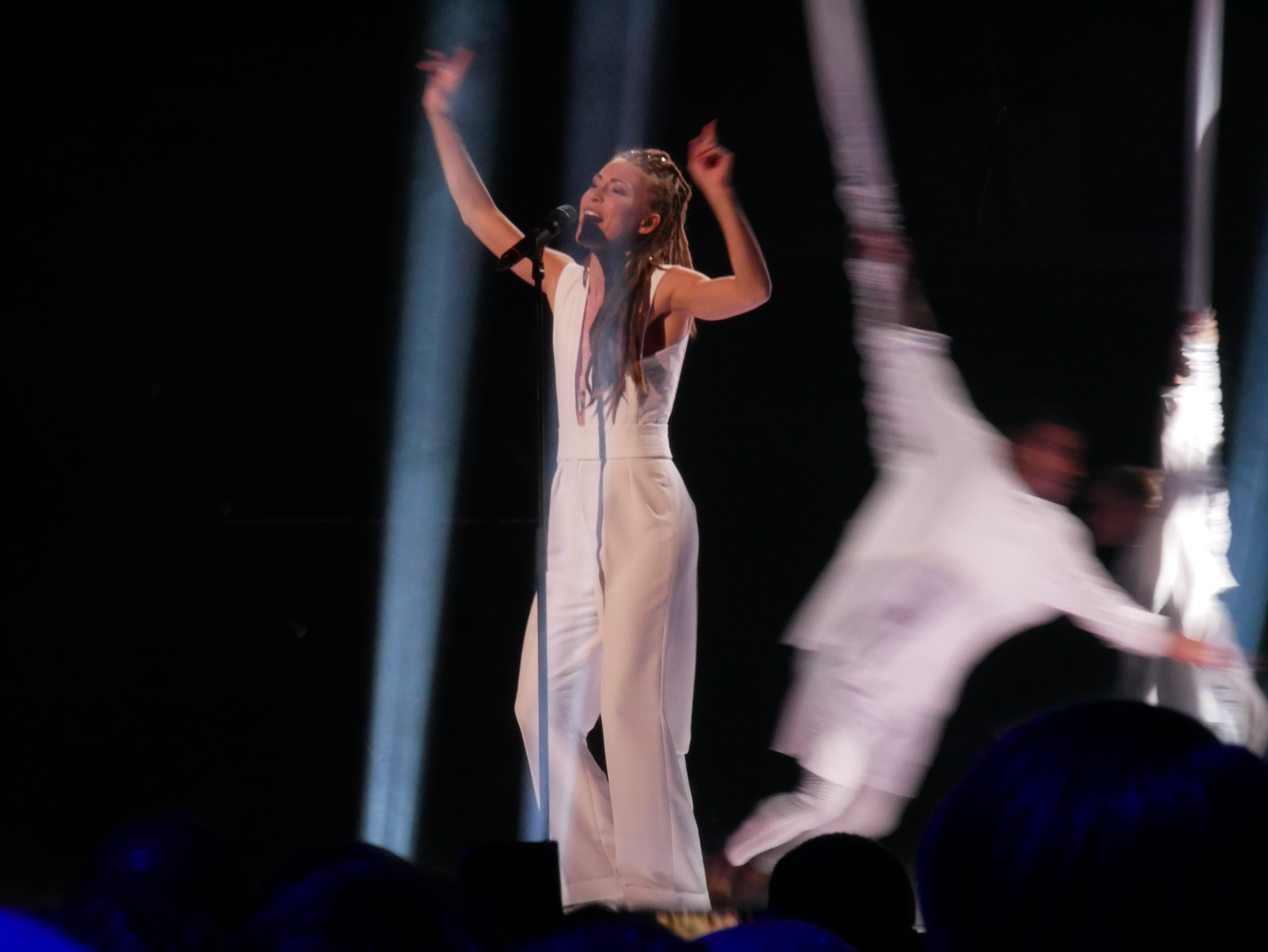
Mariette framför låten i deltävling 2 i Melodifestivalen 2017.

A Million Years är en upptempoballad som framfördes av Mariette Hansson under den andra deltävlingen i Melodifestivalen 2017. Sången gick vidare till final där den slutade på en fjärde plats. Den blev senare Sveriges bidrag i OGAE Second Chance Contest där den segrade med 329 poäng.
Låten framfördes tillsammans med en grupp om fyra dansare i bungyjumplinor, och ansågs av Sydsvenskan vara en "en stilren ballad med effektiv och stark refräng." Expressen gav henne högsta betyg, och kallade det "ett elegant bidrag, med 'Euphoria'-teamet G:son/Boström bland låtskrivarna, som andas popklass rakt igenom", och gav endast slutet en status som en svag punkt.
Artisten själv kallade sången "Väldigt annorlunda. Mer tempostark och tydlig än senast." Hon hade tidigare varit rädd för att en krock skulle uppstå på scen, men lyckades med hjälp av hård träning undvika detta.
Mariette har försökt utnyttja sociala medier mycket under året för att enklare säkra en seger i årets tävling.